# Raniero Finocchietti
Raniero Finocchietti (Livorno, 20 gennaio 1715 – Roma, 11 ottobre 1793) è stato un cardinale italiano.

## Biografia
Nacque a Livorno il 20 gennaio 1715. Papa Pio VI lo elevò al rango di cardinale in pectore nel concistoro del 16 dicembre 1782. Morì l'11 ottobre 1793.